# Pomniki przyrody w gminie Pruszcz
Na terenie gminy Pruszcz, w powiecie świeckim, w województwie kujawsko-pomorskim znajduje się 39 pomników przyrody w tym 37 przyrody ożywionej i 2 nieożywionej. 
Wśród nich wyróżniono aleję dębową, 10 grup drzew, 26 pojedynczych drzew, 1 źródło i 1 głaz narzutowy. Struktura gatunkowa jest zróżnicowana z przewagą dębów szypułkowych.
Na uwagę zasługują: wiąz szypułkowy w Łowinku o obwodzie 530 cm, dąb burgundzki w Niewieścinie o obwodzie 400 cm, cisy pospolite w Łowinku o obwodach prawie 2 m. Wśród dębów największy jest rosnący w parku dworskim w Gołuszycach o obwodzie 484 cm, zaś wśród lip drzewo w Luszkówku z odwodem 484 cm.
Prawne zestawienie pomników przyrody w gminie prezentuje się następująco:
| Nr  | Lokalizacja                        | Forma             | Nazwa | Sztuk | Obwody przy powołaniu [cm]                         | Obwód rok 2010 [cm]                 | Akt prawny | Zdjęcie |
| 1.  | Brzeźno park wiejski               | grupa drzew       | 2 dęby szypułkowe | 2     | 330 i 370                                          | 368 i 406                           | Rozporządzenie nr 305/93 Wojewody Bydgoskiego z dnia 26 października 1993 roku |         |
| 2.  | Gołuszyce park dworski             | grupa drzew       | 2 dęby szypułkowe | 2     | 375, 442                                           | 428, 484                            | Zarządzenie Nr 49/84 Wojewody Bydgoskiego z dnia 18 grudnia 1984 r. w sprawie uznania za pomniki przyrody tworów przyrody na terenie województwa bydgoskiego                                                                           |         |
| 3.  | Grabowo park wiejski               | grupa drzew       | 3 lipy drobnolistne | 3     | od 384 do 400                                      |                                     | Rozporządzenie nr 305/93 Wojewody Bydgoskiego z dnia 26 października 1993 roku |         |
| 4.  | Luszkówko park pałacowy            | grupa drzew       | 3 dęby szypułkowe | 3     | 290, 331, 390                                      | 325, 386, 396                       | Zarządzenie Nr 49/84 Wojewody Bydgoskiego z dnia 18 grudnia 1984 r. w sprawie uznania za pomniki przyrody tworów przyrody na terenie województwa bydgoskiego                                                                           |         |
| 5.  | Luszkówko park pałacowy            | grupa drzew       | dąb czerwony, robinia akacjowa, lipa drobnolistna, wiąz szypułkowy, 2 platany klonolistne                                | 6     | 330, 278, 412, 377, 300 i 305                      | 354, 308, 484, 412, 312 i 327       | Rozporządzenie nr 305/93 Wojewody Bydgoskiego z dnia 26 października 1993 roku |         |
| 6.  | Łaszewo park dworski               | pojedyncze drzewo | klon jesionolistny | 1     | 280                                                |                                     | Rozporządzenie nr 305/93 Wojewody Bydgoskiego z dnia 26 października 1993 roku |         |
| 7.  | Łowinek park podworski             | grupa drzew       | lipa drobnolistna, 3 cisy pospolite                                                                                      | 4     | 402, 90, 152 i 187                                 | 457, 108, 181 i 193                 | Zarządzenie Nr 40/87 Wojewody Bydgoskiego z dnia 10 grudnia 1987 r. w sprawie uznania za pomniki przyrody tworów przyrody na terenie województwa bydgoskiego                                                                           |         |
| 8.  | Łowinek park podworski             | grupa drzew       | 2 wiązy szypułkowe, 5 dębów szypułkowych, kasztanowiec zwyczajny, 2 lipy drobnolistne, grab zwyczajny, żywotnik zachodni | 12    | 265 i 507, od 265 do 395, 340, 308 i 312, 240, 123 | 345 i 530, 366, 315 i 340, 259, 143 | Rozporządzenie nr 305/93 Wojewody Bydgoskiego z dnia 26 października 1993 roku |         |
| 9.  | Łowinek park podworski             | grupa drzew       | modrzew europejski, świerk pospolity, buk zwyczajny                                                                      | 3     | 250, 230, 256                                      | 266, 235, 311                       | Rozporządzenie nr 322/95 Wojewody Bydgoskiego z dnia 29 grudnia 1995 roku |         |
| 10. | przy drodze Wałdowo-Niewieścin     | pojedyncze drzewo | dąb szypułkowy | 1     | 333                                                |                                     | Rozporządzenie nr 305/93 Wojewody Bydgoskiego z dnia 26 października 1993 roku |         |
| 11. | Parlin park wiejski                | grupa drzew       | 2 lipy drobnolistne, lipa drobnolistna dwuwierzchołkowa, klon jesionolistny                                              | 4     | 302 i 332, 403/180, 310                            |                                     | Rozporządzenie nr 305/93 Wojewody Bydgoskiego z dnia 26 października 1993 roku |         |
| 12. | Topolno                            | źródło            | źródło św. Rocha | 1     | -                                                  | -                                   | Zarządzenie Nr 40/87 Wojewody Bydgoskiego z dnia 10 grudnia 1987 r. w sprawie uznania za pomniki przyrody tworów przyrody na terenie województwa bydgoskiego                                                                           |         |
| 13. | Parlin przy drodze Gruczno-Różanna | pojedyncze drzewo | dąb szypułkowy | 1     | 383                                                | 445                                 | Rozporządzenie nr 322/95 Wojewody Bydgoskiego z dnia 29 grudnia 1995 roku |         |
| 14. | Parlin przy drodze Gruczno-Różanna | pojedyncze drzewo | dąb szypułkowy | 1     | 410                                                | 462                                 | Rozporządzenie nr 322/95 Wojewody Bydgoskiego z dnia 29 grudnia 1995 roku |         |
| 15. | Serock                             | głaz narzutowy    | głaz granitowy | 1     | 630                                                | 630                                 | Komunikat Nr 1/70 Wojewódzkiego Konserwatora Przyrody Wydziału Rolnictwa i Leśnictwa Prezydium Wojewódzkiej Rady Narodowej w Bydgoszczy z dnia 31 lipca 1970r. w sprawie uznania za pomniki przyrody tworów przyrody w woj. bydgoskim. |         |
| 16. | Serock ul. Wyzwolenia              | pojedyncze drzewo | dąb szypułkowy | 1     | 340                                                | 346                                 | Uchwała nr XXXVII/269/09 Rady Gminy Pruszcz z dnia 24 kwietnia 2009 roku. |         |
| 17. | Łowinek                            | aleja przydrożna  | 83 dęby szypułkowe | 83    | od 152 do 345                                      | od 180 do 380                       | Zarządzenie Nr 40/87 Wojewody Bydgoskiego z dnia 10 grudnia 1987 r. w sprawie uznania za pomniki przyrody tworów przyrody na terenie województwa bydgoskiego                                                                           |         |
| 18. | Niewieścin park dworski            | grupa drzew       | 3 dęby szypułkowe, dąb burgundzki                                                                                        | 4     | 309, 309 i 310, 400                                |                                     | Rozporządzenie nr 305/93 Wojewody Bydgoskiego z dnia 26 października 1993 roku |         |
| 19. | Niewieścin park dworski            | pojedyncze drzewo | wiąz górski | 1     | 253                                                |                                     | Uchwała nr XLIII/265/05 Rady Gminy Pruszcz z dnia 9 grudnia 2005 roku. |         |
| 20. | Niewieścin park dworski            | pojedyncze drzewo | wiąz górski | 1     | 270                                                |                                     | Uchwała nr XLIII/265/05 Rady Gminy Pruszcz z dnia 9 grudnia 2005 roku. |         |
| 21. | Niewieścin park dworski            | pojedyncze drzewo | wiąz górski | 1     | 277                                                |                                     | Uchwała nr XLIII/265/05 Rady Gminy Pruszcz z dnia 9 grudnia 2005 roku. |         |
| 22. | Niewieścin park dworski            | pojedyncze drzewo | wiąz górski | 1     | 300                                                |                                     | Uchwała nr XLIII/265/05 Rady Gminy Pruszcz z dnia 9 grudnia 2005 roku. |         |
| 23. | Niewieścin park dworski            | pojedyncze drzewo | lipa drobnolistna | 1     | 295                                                |                                     | Uchwała nr XLIII/265/05 Rady Gminy Pruszcz z dnia 9 grudnia 2005 roku. |         |
| 24. | Niewieścin park dworski            | pojedyncze drzewo | jesion wyniosły | 1     | 265                                                |                                     | Uchwała nr XLIII/265/05 Rady Gminy Pruszcz z dnia 9 grudnia 2005 roku. |         |
| 25. | Niewieścin park dworski            | pojedyncze drzewo | klon zwyczajny | 1     | 245                                                |                                     | Uchwała nr XLIII/265/05 Rady Gminy Pruszcz z dnia 9 grudnia 2005 roku. |         |
| 26. | Niewieścin park dworski            | pojedyncze drzewo | klon zwyczajny | 1     | 245                                                |                                     | Uchwała nr XLIII/265/05 Rady Gminy Pruszcz z dnia 9 grudnia 2005 roku. |         |
| 27. | Niewieścin park dworski            | pojedyncze drzewo | klon zwyczajny | 1     | 265                                                |                                     | Uchwała nr XLIII/265/05 Rady Gminy Pruszcz z dnia 9 grudnia 2005 roku. |         |
| 28. | Niewieścin park dworski            | pojedyncze drzewo | dąb szypułkowy | 1     | 240                                                |                                     | Uchwała nr XLIII/265/05 Rady Gminy Pruszcz z dnia 9 grudnia 2005 roku. |         |
| 29. | Niewieścin park dworski            | pojedyncze drzewo | dąb szypułkowy | 1     | 255                                                |                                     | Uchwała nr XLIII/265/05 Rady Gminy Pruszcz z dnia 9 grudnia 2005 roku. |         |
| 30. | Niewieścin park dworski            | pojedyncze drzewo | dąb szypułkowy | 1     | 257                                                |                                     | Uchwała nr XLIII/265/05 Rady Gminy Pruszcz z dnia 9 grudnia 2005 roku. |         |
| 31. | Niewieścin park dworski            | pojedyncze drzewo | dąb szypułkowy | 1     | 265                                                |                                     | Uchwała nr XLIII/265/05 Rady Gminy Pruszcz z dnia 9 grudnia 2005 roku. |         |
| 32. | Niewieścin park dworski            | pojedyncze drzewo | dąb szypułkowy | 1     | 266                                                |                                     | Uchwała nr XLIII/265/05 Rady Gminy Pruszcz z dnia 9 grudnia 2005 roku. |         |
| 33. | Niewieścin park dworski            | pojedyncze drzewo | dąb szypułkowy | 1     | 270                                                |                                     | Uchwała nr XLIII/265/05 Rady Gminy Pruszcz z dnia 9 grudnia 2005 roku. |         |
| 34. | Niewieścin park dworski            | pojedyncze drzewo | dąb szypułkowy | 1     | 273                                                |                                     | Uchwała nr XLIII/265/05 Rady Gminy Pruszcz z dnia 9 grudnia 2005 roku. |         |
| 35. | Niewieścin park dworski            | pojedyncze drzewo | dąb szypułkowy | 1     | 274                                                |                                     | Uchwała nr XLIII/265/05 Rady Gminy Pruszcz z dnia 9 grudnia 2005 roku. |         |
| 36. | Niewieścin park dworski            | pojedyncze drzewo | dąb szypułkowy | 1     | 275                                                |                                     | Uchwała nr XLIII/265/05 Rady Gminy Pruszcz z dnia 9 grudnia 2005 roku. |         |
| 37. | Niewieścin park dworski            | pojedyncze drzewo | dąb szypułkowy | 1     | 300                                                |                                     | Uchwała nr XLIII/265/05 Rady Gminy Pruszcz z dnia 9 grudnia 2005 roku. |         |
| 38. | Niewieścin park dworski            | pojedyncze drzewo | dąb szypułkowy | 1     | 338                                                |                                     | Uchwała nr XLIII/265/05 Rady Gminy Pruszcz z dnia 9 grudnia 2005 roku. |         |
| 39. | Niewieścin park dworski            | pojedyncze drzewo | dąb szypułkowy | 1     | 342                                                |                                     | Uchwała nr XLIII/265/05 Rady Gminy Pruszcz z dnia 9 grudnia 2005 roku. |         |

Zniesione pomniki przyrody:
| Nr | Lokalizacja                               | Forma             | Nazwa                                           | Sztuk | Obwody przy powołaniu [cm] | Obwód rok 2010 [cm] | Rok powołania | Rok zniesienia | Zdjęcie |
| 1. | droga Łowin-Łowinek                       | aleja przydrożna  | 160 jarzębów szwedzkich                         | 160   | od 155 do 275              | od 217 do 308       | 1965          | 2016           |         |
| 2. | Brzeźno park wiejski                      | pojedyncze drzewo | klon jesionolistny                              | 1     | 274                        | b.d.                | 1993          | 2018           |         |
| 3. | Pruszcz cmentarz ewangelicki ul. Sportowa | pojedyncze drzewo | topola osika dwuwierzchołkowa                   | 1     | 550                        | 562                 | 1989          | 2018           |         |
| 4. | Parlin park wiejski                       | grupa drzew       | buk zwyczajny, buk zwyczajny odmiany czerwonej, | 2     | 300, 308                   | b.d.                | 1993          | 2018           |         |
| 5. | Łowinek park podworski                    | pojedyncze drzewo | sosna zwyczajna                                 | 1     | 240                        | b.d.                | 1995          | 2018           |         |
| 6. | Grabowo park wiejski                      | pojedyncze drzewo | lipa drobnolistna                               | 1     | b.d                        | b.d                 | 1993          | 2018           |         |

Rosnąca na terenie gminy aleja jarzębów szwedzkich z okazami powyżej 300 cm w obwodzie była jedyną aleją drzew tego gatunku w woj. kujawsko-pomorskim. 